# Nardus stricta
Il nardo cervino (Nardus stricta L., 1753) è una pianta angiosperma monocotiledone appartenente alla famiglia delle Poacee (sottofamiglia Pooideae). È l'unica specie del genere Nardus L., 1753 e della tribù Nardeae W.D.J. Koch, 1837.

## Etimologia
Il nome generico (Nardus) deriva da un antico nome semitico per un balsamo aromatico (francese antico narde; latino nardus; greco nardos). L'epiteto specifico (stricta) significa "stretto" e fa riferimento alla sottile infiorescenza di questa pianta.
Il nome scientifico della specie è stato definito da Linneo (1707 – 1778), biologo svedese considerato il padre della moderna classificazione scientifica degli organismi viventi, nella pubblicazione "Species Plantarum" (Sp. Pl. 1: 53.1753) del 1753. Il nome scientifico del genere (Nardus) è stato definito dallo stesso Autore nella medesima pubblicazione. Il nome scientifico della tribù (Nardeae) è stato definito dal medico e botanico tedesco Wilhelm Daniel Joseph Koch (Kusel, 5 marzo 1771 – Erlangen, 14 novembre 1849) nella pubblicazione "Synopsis Florae Germanicae et Helveticae" (Syn. Fl. Germ. Helv. 830.) del 1837.

## Descrizione

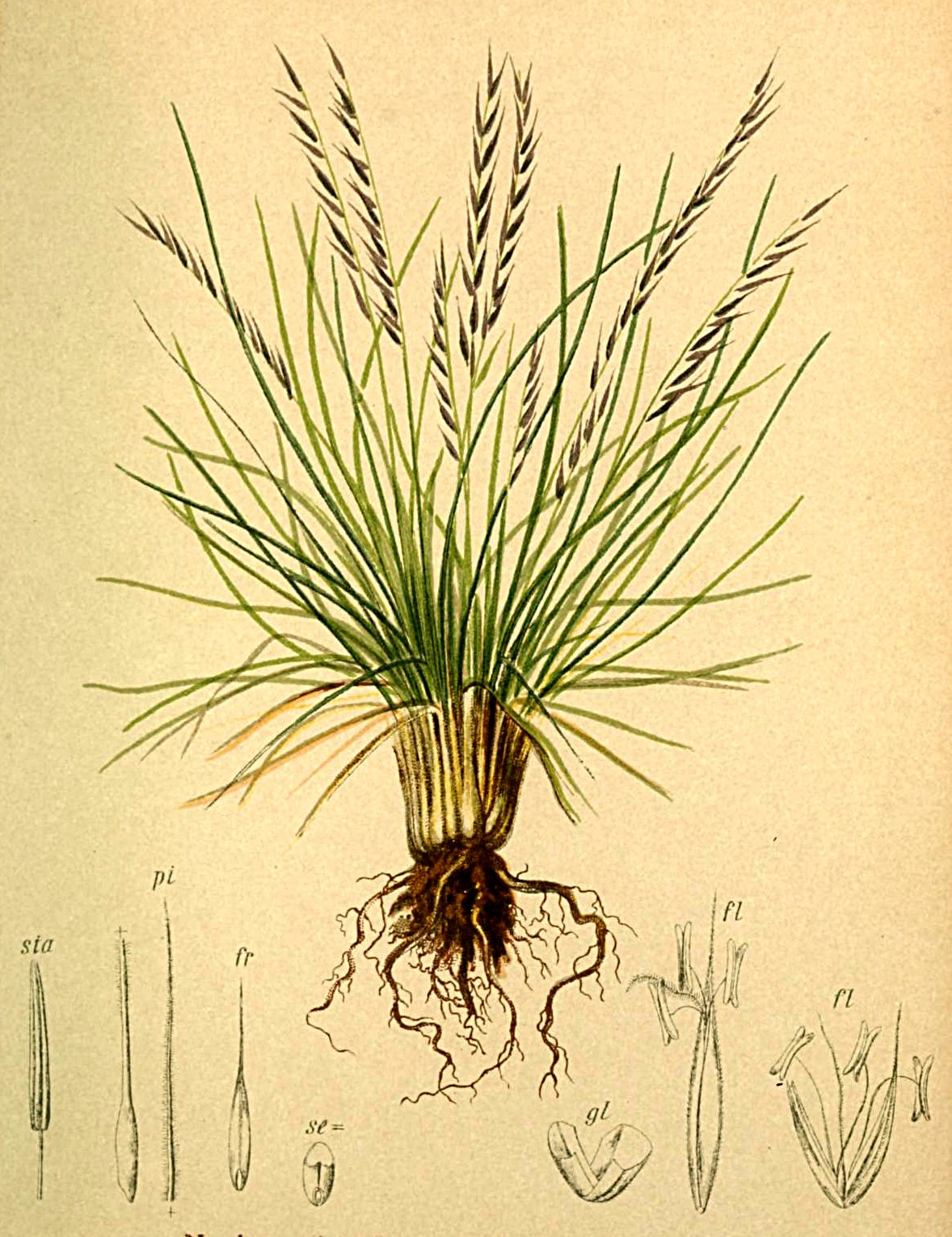

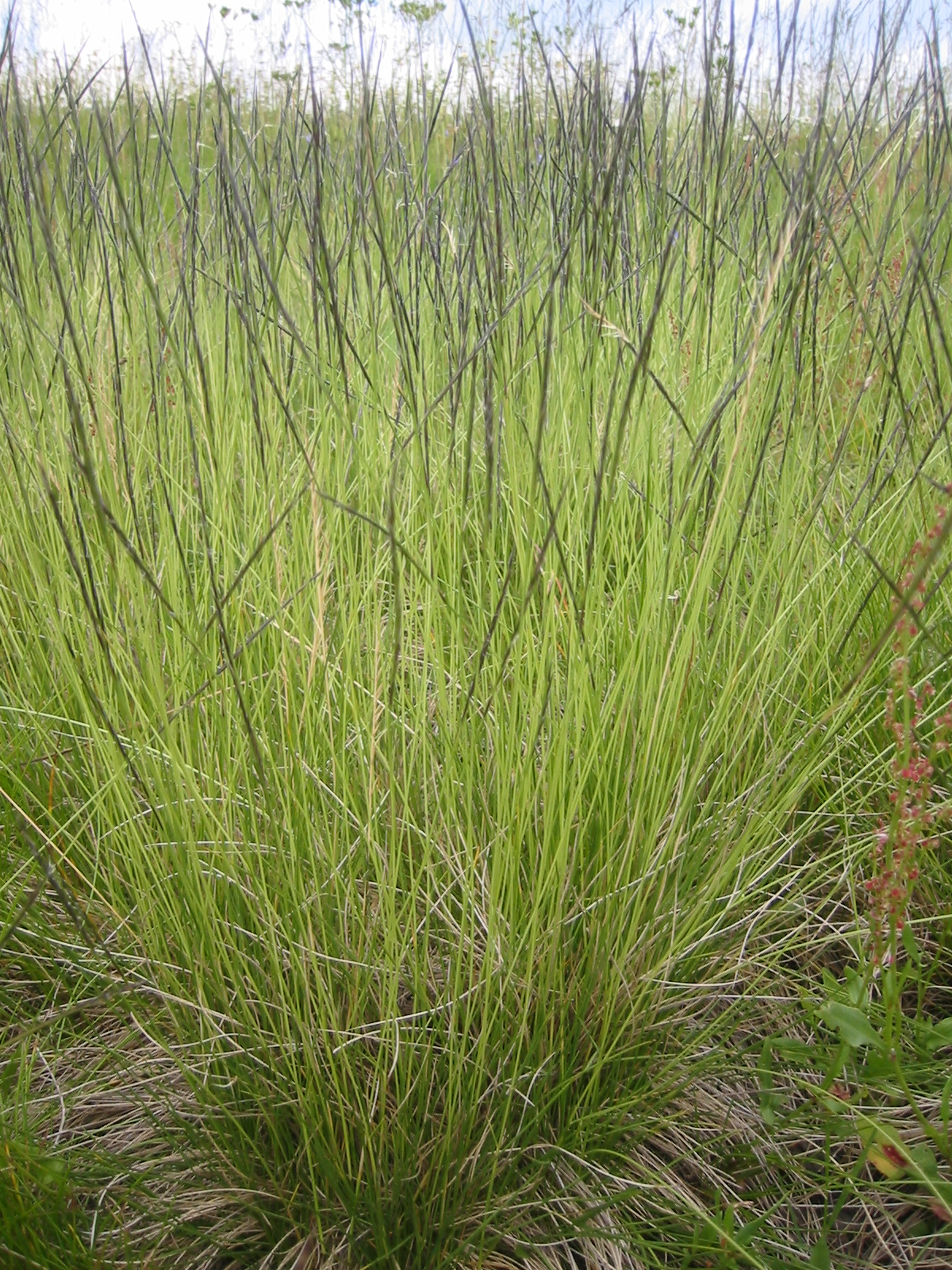
Il portamento

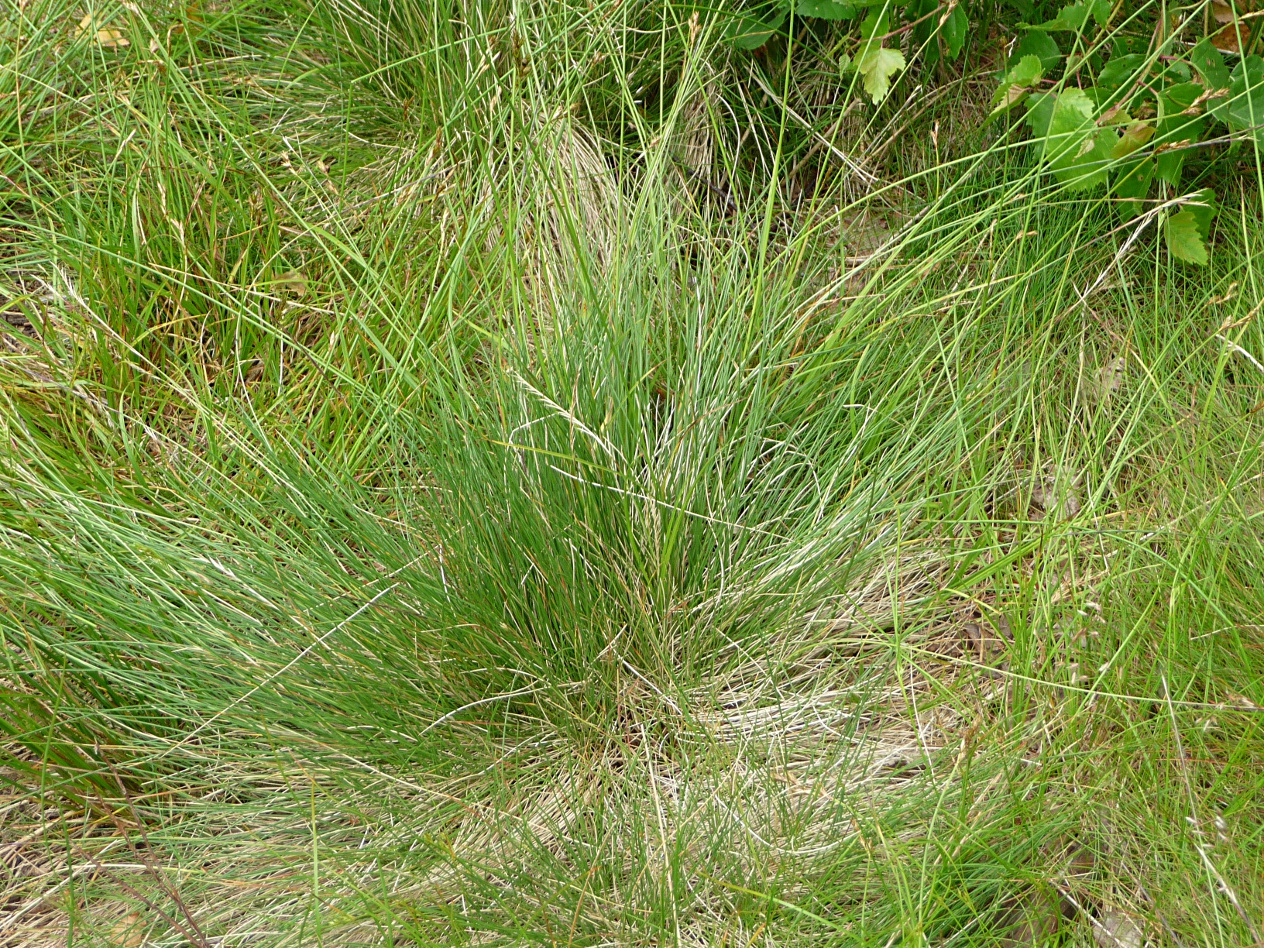
Le foglie

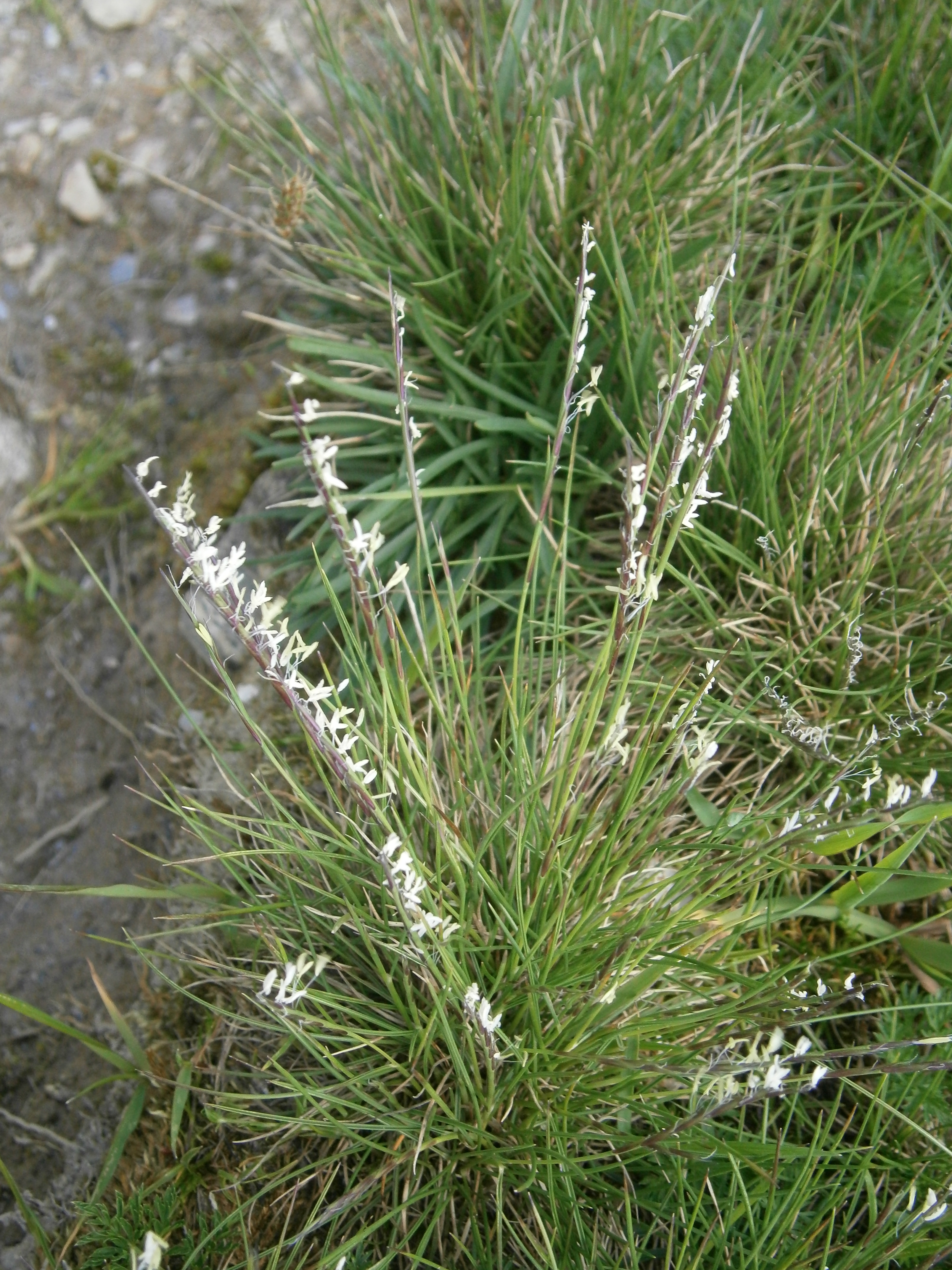
Infiorescenza

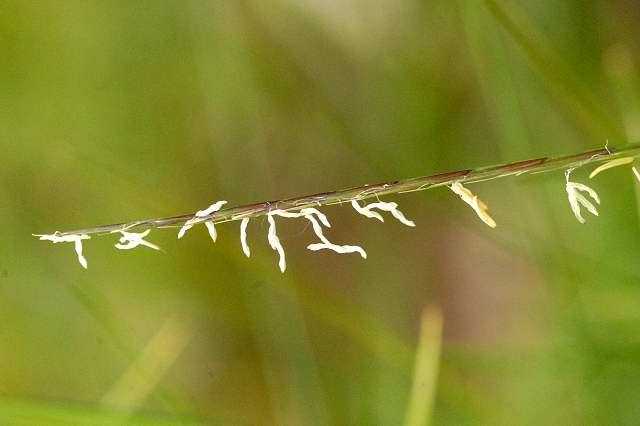
La spiga

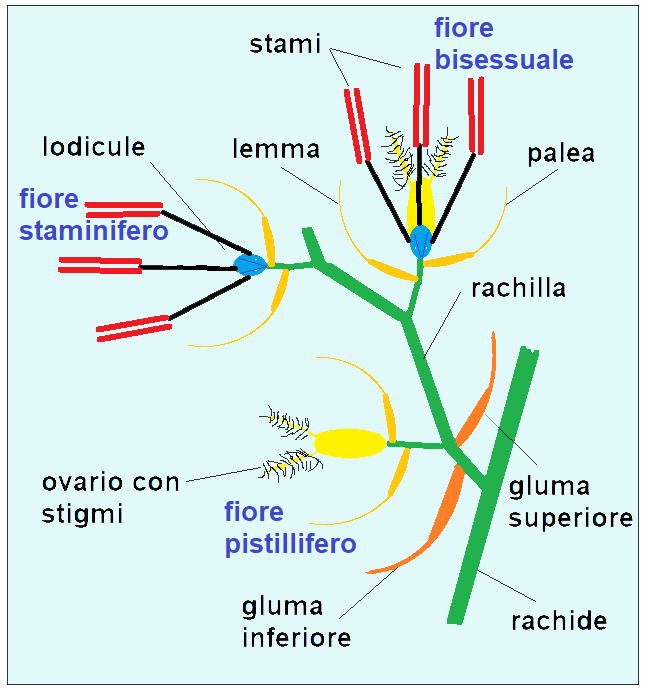
Spighetta generica con tre fiori diversi

Altezza massima: 1 - 3 dm. La forma biologica è emicriptofita cespitosa (H caesp), sono piante erbacee, perenni, con gemme svernanti al livello del suolo e protette dalla lettiera o dalla neve e presentano ciuffi fitti di foglie molto densi che si dipartono dal suolo.

### Radici
Le radici sono secondarie da corti rizomi.

### Fusto
La parte aerea del fusto (i culmi) è eretta e rigida. I culmi sono cavi a sezione più o meno rotonda.

### Foglie
Le foglie sono prevalentemente basali, quelle lungo il culmo sono disposte in modo alterno, sono distiche e si originano dai vari nodi. Sono composte da una guaina abbracciante il fusto e priva di auricole, una ligula membranosa, cigliata e acuta e una lamina lineare-filiforme sottile, canalicolata, coriacea e rigida con apici acuti e subpungenti. Le venature sono parallelinervie. Non sono presenti i pseudopiccioli e, nell'epidermide delle foglia, le papille. Il portamento delle foglie è molto caratteristico: dapprima sono erette, poi divergono a 90°. Le foglie inferiori sono ridotte a delle guaine squamiformi giallastre; quelle superiori sono verdi, glabre e lucenti. Lunghezza della ligula: 1,5 mm.

### Infiorescenza
- Infiorescenza principale (o sinfiorescenza o semplicemente spiga): le infiorescenze, dei racemi ascellari e terminali, in genere non sono ramificate e sono formate da una spiga unilaterale. La fillotassi dell'inflorescenza inizialmente è a due livelli, anche se le successive ramificazioni la fa apparire a spirale. Le punte delle infiorescenze sono sterili. Lunghezza della spiga: 5 – 10 cm.
- Infiorescenza secondaria (o spighetta): le spighette, compresse lateralmente, lineari e diritte, sottese da due brattee distiche e strettamente sovrapposte chiamate glume (inferiore e superiore), sono formate da un solo fiore. La glume inferiore è ridotta; quella superiore è assente o minuta. Possono essere presenti dei fiori sterili; in questo caso sono in posizione distale rispetto a quelli fertili. Alla base di ogni fiore sono presenti due brattee: la palea (un profillo con due venature e cigliato) e il lemma strettamente lanceolato, colorato di violaceo o quasi nero, prolungato in una resta di 3 mm. La disarticolazione avviene con la rottura della rachilla tra i fiori o sopra i glumi persistenti. La rachilla non si estende oltre al fiore. Lunghezza del lemma: 6 mm. Lunghezza della spighetta: 5 – 9 mm.

### Fiore
I fiori fertili sono attinomorfi formati da 3 verticilli: perianzio ridotto, androceo  e gineceo.
- Formula fiorale:[11]
  - *, P 2, A (1-)3(-6), G (2–3) supero, cariosside.
- Il perianzio è assente del tutto.
- L'androceo è composto da 3 stami ognuno con un breve filamento libero, una antera sagittata e due teche. Le antere sono basifisse con deiscenza laterale. Il polline è monoporato.
- Il gineceo è composto da 3-(2) carpelli connati formanti un ovario supero. L'ovario, glabro, ha un solo loculo con un solo ovulo subapicale (o quasi basale). L'ovulo è anfitropo e semianatropo e tenuinucellato o crassinucellato. Lo stilo, breve, è unico con uno stigmi papilloso.
- Fioritura: da (maggio) giugno ad agosto.

### Frutti
I frutti sono del tipo cariosside, ossia sono dei piccoli chicchi indeiscenti, fusiformi, nei quali il pericarpo è formato da una sottile parete che circonda il singolo seme. In particolare il pericarpo è fuso al seme ed è aderente. L'endocarpo non è indurito e l'ilo è lungo e lineare. L'embrione è piccolo e provvisto di epiblasto ha un solo cotiledone altamente modificato (scutello senza fessura) in posizione laterale. I margini embrionali della foglia non si sovrappongono. Lunghezza del frutto: 3 – 4 mm.

## Biologia
In generale nelle Poaceae la fecondazione avviene fondamentalmente tramite l'impollinazione dei fiori per via  anemogama. Gli stigmi piumosi sono una caratteristica importante per catturare meglio il polline aereo.
I semi cadendo a terra, dopo aver eventualmente percorso alcuni metri a causa del vento (dispersione anemocora) sono dispersi soprattutto da insetti tipo formiche (mirmecoria).

## Distribuzione e habitat

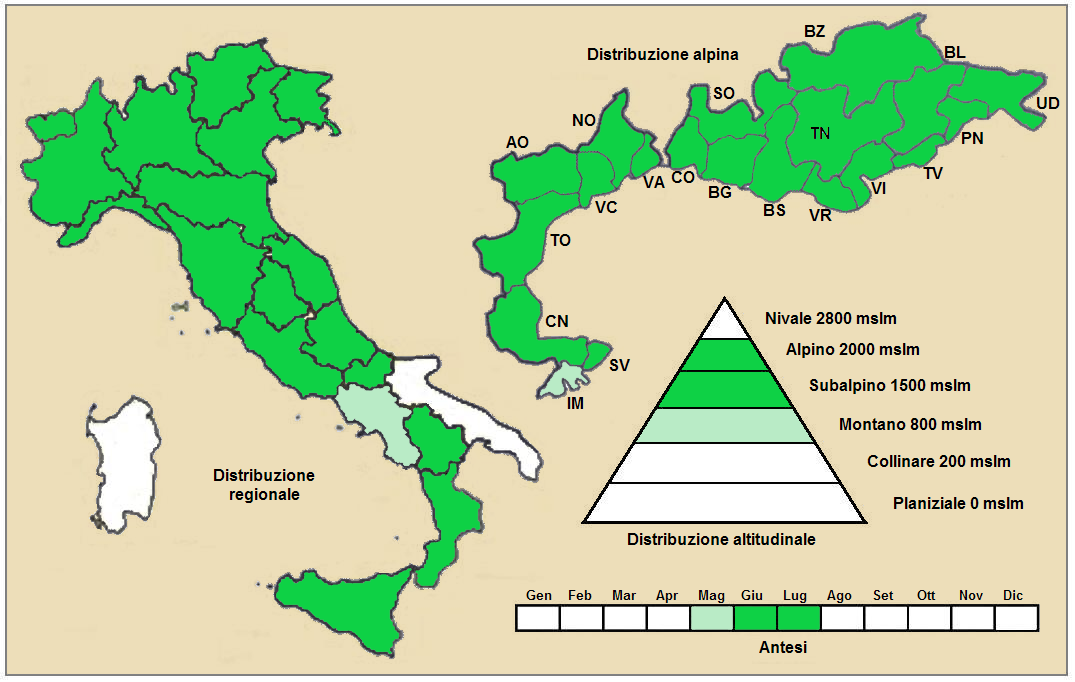
Distribuzione della pianta
(Distribuzione regionale – Distribuzione alpina)

- Geoelemento: il tipo corologico (area di origine) è Eurosiberiano.
- Distribuzione: N. stricta è una specie con un ampio areale che comprende l'Europa, il Nord Africa e la Macaronesia, l'Asia, l'Australasia, il Nord America e il Sud America.[19]

In Italia è presente in quasi tutta la penisola (con l'eccezione della Puglia) e in Sicilia; assente in Sardegna. Sui pascoli alpini e appenninici può dar luogo ad una formazione vegetale nota come "nardeto", una fitocenosi seminaturale, caratterizzata dalla presenza dominante del nardo, che si forma in genere come conseguenza di un sovraccarico di pascolo.
- Habitat: l'habitat tipico per questa pianta sono i pascoli montani e alpini su terreni acidi, le pietraie e i ghiaioni, le torbiere e le lande. Il substrato preferito è calcareo ma anche siliceo con pH acido, bassi valori nutrizionali del terreno che deve essere mediamente umido.[18]
- Distribuzione altitudinale: sui rilievi queste piante si possono trovare da 1.200 fino a 2.600 m s.l.m. (raramente da 200 a 3.100 m s.l.m.); frequentano quindi i seguenti piani vegetazionali: subalpino, alpino e in parte quello montano.

### Fitosociologia

#### Areale alpino
Dal punto di vista fitosociologico alpino Nardus stricta appartiene alla seguente comunità vegetale:
- Formazione: delle comunità delle praterie rase dei piani subalpino e alpino con dominanza di emicriptofite
  - Classe: Nardetea strictae

#### Areale italiano
Per l'areale completo italiano Nardus stricta appartiene alla seguente comunità vegetale:
- Macrotipologia: vegetazione sopraforestale criofila e dei suoli crioturbati
  - Classe: Caricetea curvulae Br.-Bl. 1948 nom. cons. propos. Rivas-Martínez, Diaz, Ferná ndez- González, Izco, Loidi, Lousa & Penas, 2002
    - Ordine: Caricetalia curvulae Br.-Bl. in Br.-Bl. & Jenny, 1926
      - Alleanza: Nardion strictae BR.-BL. IN BR.-BL. & JENNY, 1926

Descrizione. L'alleanza Nardion strictae è relativa alle praterie acidofile e mesofile che si sviluppano in stazioni pianeggianti o poco pendenti presenti sui rilievi montuosi più elevati dell’Europa meridionale. Spesso queste aree sono legate a siti caratterizzati da innevamento prolungato. La distribuzione dell'alleanza è situata nella fascia dell’Europa media, andando dai Pirenei ai Carpazi. In Italia è presente sulle Alpi e, localizzata, sull'Appennino settentrionale.
Alcune specie presenti nell'associazione: Ajuga pyramidalis, Alopecurus gerardii, Gnaphalium sylvaticum, Hieracium aurantiacum, Plantago alpina, Pseudorchis albida, Ranunculus villarsii, Trifolium alpinum e Viola ferrarinii.
Altre alleanze per questa specie sono:
- Hyperico calabricae-Asphodelion macrocarpi
- Ranunculo pollinensis-Nardion strictae
- Violion caninae
- Nardo strictae-Juncion squarrosi

### Biologia
Questa pianta è infestante delle aree eccessivamente sfruttate per il pascolo in quanto i bovini non mangiano il Nardus e quindi si trova in vantaggio rispetto ad altre specie arbustive.

## Tassonomia
La famiglia delle Poacee comprende circa 800 generi e oltre 9.000 specie. È una delle famiglie più numerose e più importanti del gruppo delle monocotiledoni. La famiglia è suddivisa in 12 sottofamiglie, il genere della specie di questa voce è descritto al'interno della sottofamiglia Pooideae (tribù Nardeae).

### Filogenesi
Il genere Nardus (insieme con le tribù Brachyelytrum e Lygeeae) rappresenta il primo ramo divergente delle Pooideae. La tribù Nardeae (il cui unico genere è Nardus) insieme alla tribù Lygeeae forma la supertribù Nardodae.
Con questa specie, da un punto di vista filogenetico, tutta la rimanente sottofamiglia si presenta con le seguenti sinapomorfie:
- La fillotassi dell'inflorescenza inizialmente è a due livelli.
- Le spighette sono compresse lateralmente.
- I margini embrionali della foglia non si sovrappongono.
- L'embrione è privo della fessura scutellare.

Il numero cromosomico della specie è: 2n = 26. Si tratta di una specie apomottica che facilmente forma delle popolazioni con numeri cromosomici variabili da 24 a 30.